# Metropolia Moncton
Metropolia Moncton – metropolia Kościoła rzymskokatolickiego we wschodniej Kanadzie w prowincji Nowy Brunszwik. Obejmuje metropolitalną archidiecezję Moncton i trzy diecezje. Została ustanowiona 22 lutego 1936 roku.
W skład metropolii wchodzą:
- Archidiecezja Moncton
- Diecezja Bathurst
- Diecezja Edmundston
- Diecezja Saint John (Nowy Brunszwik)